# Брдечка, Иржи
Иржи Брдечка (чеш. Jiří Brdečka; 24 декабря 1917, Границе-на-Мораве, Австро-Венгрия, ныне район Пшеров, Оломоуцкий край, Чехия) — 2 июня 1982, Прага) — чешский писатель, журналист, сценарист, сатирик, художник-карикатурист, аниматор, режиссёр.

## Биография
Брдечка родился в Границе-на-Мораве. Его отец, Отакар Брдечка, был писателем. В 1936 году окончил реальную гимназию в родном городе. Поступил и обучался в Карловом университете в Праге до 1939 года, когда немецкие оккупанты закрыли высшие учебные заведения в Чехословакии.
Работал в администрации городского музея Праги (чеш. Městském muzeu V Praze) и подрабатывал на киностудиях. Начал сотрудничать с газетами столицы в качестве журналиста и карикатуриста. Занимался историей освоения Дикого Запада и для журнала «Ahoj na sobotu» в 1939—1940 годах написал серию рассказов об идеальном ковбое — Лимонадном Джо.
С 1941 года — референт на студии «Lucerna film». В 1943 году он устроился на работу в качестве аниматора. После окончания второй мировой войны работал редактором газеты «Лидове новины».
С 1949 года — режиссëр и сценарист киностудии «Barrandov Studios». Также снимал мультфильмы на студии «Jiří Trnka a Bratři v triku» (Иржи Трнка и Братья в мультипликации). Начал снимать анимационные фильмы самостоятельно в 1948 году. К его лучшим киносценариям относятся пародийные фильмы режиссёра Олдржиха Липского «Лимонадный Джо», «Адела ещё не ужинала» и «Тайна карпатского замка». В качестве сценариста он также принимал участие в работе над другими чешскими фильмами, такими как «Жил-был король» Борживоя Земана,  «Тайна острова Бэк-Кап» и  «Барон Мюнхгаузен» Карела Земана, «Вот придёт кот» Войтеха Ясны или комедия Мартина Фрича «Пекарь императора — Император пекарей».
В 1952 году родилась его дочь, Тереза Брдечкова, которая стала писательницей и кинокритиком.
Брдечка умер в 1982 году в Праге.

## Фильмография

### Сценарист
- 1946 Попрыгунчик и эсэсовцы
- 1949 Соловей императора
- 1951 Пекарь императора — Император пекаря
- 1952 Velké dobrodruzství
- 1953 Старинные чешские сказания
- 1953 Severní prístav
- 1954 Kavárna na hlavní tríde
- 1954 На рюмку больше
- 1955 Жил-был король
- 1956 Obusku z pytle ven!
- 1957 Snadný zivot
- 1957 Ztracenci
- 1958 Тайна острова Бэк-Кап
- 1959 Taková láska
- 1959 Сон в летнюю ночь
- 1959 Бомбомания
- 1960 Внимание!
- 1960 Stastný lev
- 1960 Nase Karkulka
- 1961 Чёрная суббота / Cerná sobota
- 1961 Lidé za kamerou
- 1962 Барон Мюнхгаузен
- 1962 Человек под водой
- 1963 Вот придёт кот
- 1963 The Frozen Logger
- 1964 Лимонадный Джо
- 1964 Плохо нарисованная курица
- 1965 Дезертир
- 1966 Почему ты улыбаешься, Мона Лиза?
- 1966 Радости любви
- 1969 Пражские ночи
- 1969 Moc osudu
- 1977 Адела ещё не ужинала
- 1978 Принц и Вечерняя Звезда
- 1981 Тайна Карпатского замка

### Режиссёр анимационных фильмов
- 1946 Подарок (короткометражный, совместно с Иржи Трнкой)
- 1946 Попрыгунчик и эсэсовцы (короткометражный, совместно с Иржи Трнкой)
- 1948 Дирижабль и любовь (короткометражный)
- 1958 Как человек научился летать (короткометражный)
- 1959 Дорогая Клементина (короткометражный)
- 1960 Внимание! (короткометражный)
- 1960 Наша Красная Шапочка (короткометражный)
- 1961 Šťastný lev (короткометражный)
- 1961 Человек под водой (короткометражный)
- 1961 Attenzione: guerra!
- 1962 Rozum a cit (короткометражный)
- 1963 Zmrzlý drevar (The Frozen Logger) (короткометражный, совместно с Джином Дейчем)
- 1963 Плохо нарисованная курица (короткометражный)
- 1964 Slovce M (короткометражный)
- 1965 Дезертир (короткометражный)
- 1966 Почему ты улыбаешься, Мона Лиза? (короткометражный)
- 1966 У лесочка возле тяги (короткометражный)
- 1966 Радости любви (короткометражный)
- 1968 Месть (короткометражный)
- 1969 Moc osudu (короткометражный)
- 1970 Как мудрый Аристотель стал ещё мудрее (короткометражный)
- 1975 О чём я не сказала принцу (короткометражный)
- 1978 Вот так любовь! (короткометражный)
- 1980 Тринадцатая комната принца Меденца (короткометражный)

### Режиссёр игровых фильмов
- 1969 Пражские ночи (совместно с Милошем Маковцем и Эвальдом Шормом)

## Избранные произведения
Автор романов, сборников рассказов, в том числе юмористических, киносценариев и пьес.
- Limonádový Joe[3] (1940)
- Okouzlená (1943)
- Kouzelník Žito (1946)
- Limonádový Joe (1946)
- Limonádový Joe (1955)
- Kolty bez pozlátka (1956)
- Limonádový Joe aneb Koňská opera (1964)
- Král a jeho Žito (1964)
- Faunovo značně pokročilé odpoledne (1966)
- Pod tou starou lucernou a jiné vzpomínky (1992)